# Борошнисторосяні гриби
Борошнисторосяні́ гриби́, попелю́хові (Erysiphaceae) — родина паразитних сумчастих грибів з монотипового порядку (Erysiphales). 
Грибниця гриба розвивається на уражених органах рослин. Борошнисторосяні гриби живляться за допомогою присосків, які проникають в клітини епідермісу. Влітку на міцелії утворюються нестатеві спори — конідії, а в кінці літа — плодові тіла у вигляді дрібних чорних або темно-бурих крапок. Перезимовують борошнисторосяні гриби у вигляді грибниці на уражених органах або за допомогою аскоспор, які утворюються в плодових тілах.
Борошнисторосяні гриби є збудниками хвороби вищих рослин — т. з. борошнистої роси.